# Gustav Adolf Wislicenus

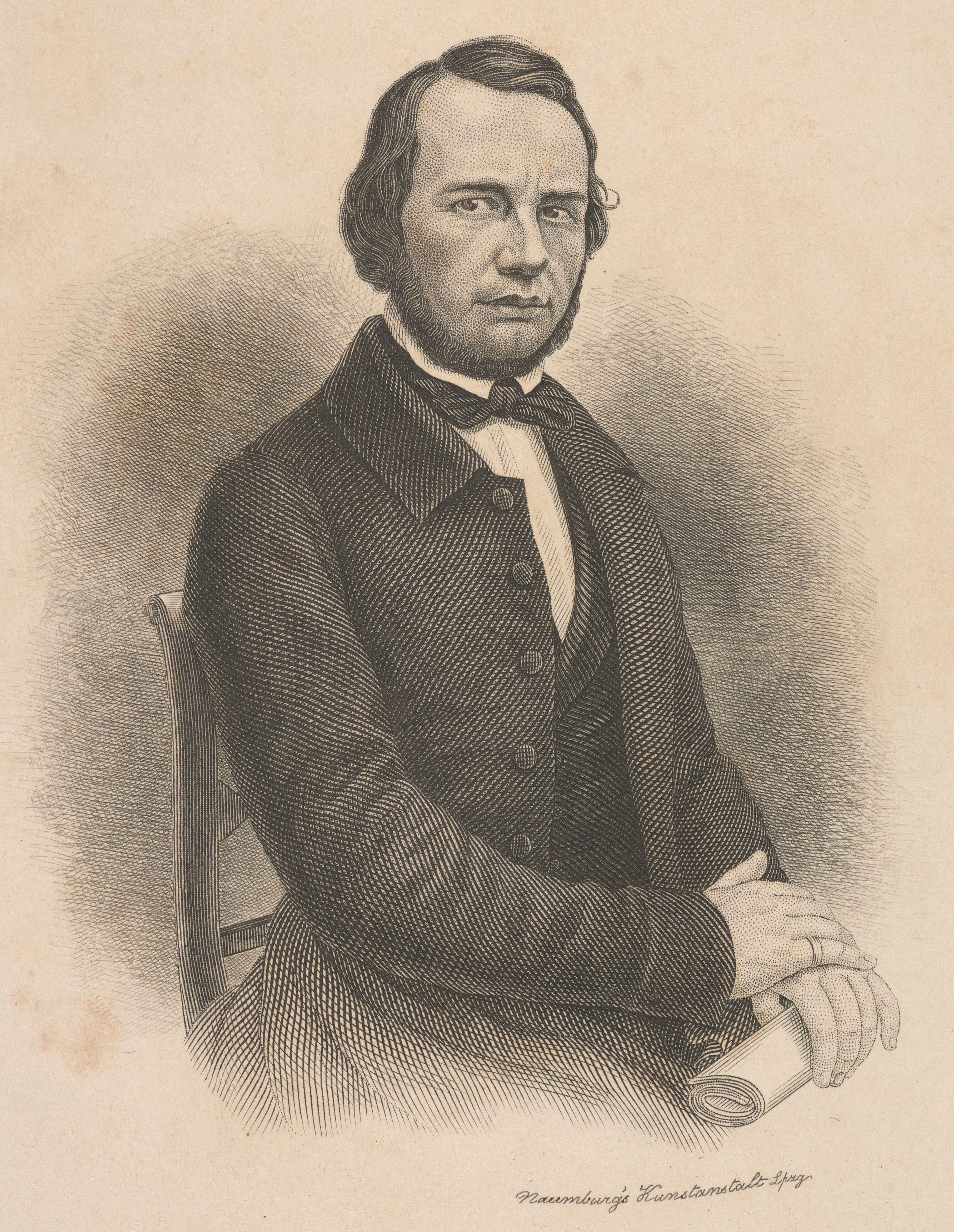

Gustav Adolf Wislicenus (* 20. November 1803 in Battaune bei Eilenburg; † 14. Oktober 1875 in Zürich) war ein deutscher evangelischer Theologe.

## Leben
Wislicenus war ein Sohn des Pfarrers Gottlob Timotheus Wislicenus, wurde aber schon mit 11 Jahren Vollwaise; Verwandte in Torgau und dann in Merseburg zogen ihn auf.
Nach dem Besuch des Gymnasiums studierte er von 1821 bis 1824 Theologie an der Friedrichsuniversität Halle bei Wilhelm Gesenius und Julius August Ludwig Wegscheider. Er trat dort 1821 der burschenschaftlichen Quellengesellschaft und dem Jünglingsbund bei; deshalb wurde er 1824 zu zwölfjähriger Festungshaft verurteilt, aber 1829 begnadigt. Er studierte dann in Berlin zu Ende und wurde 1834 Pfarrer in Kleineichstädt und Gröckstädt bei Querfurt. 1841 wechselte er an St. Laurentius (Halle).
1842 schloss er sich den Lichtfreunden an und hielt am 29. Mai 1844 in Köthen auf deren Pfingstversammlung vor etwa 500 Zuhörern einen Vortrag über die Autorität der Bibel, wobei er in seiner Bibelkritik über den klassischen Rationalismus seiner früheren Hochschullehrer hinausging und Gedanken von David Friedrich Strauß und Ludwig Feuerbach aufnahm. Nach heftigen öffentlichen Angriffen durch den Hallenser Theologieprofessor Ferdinand Guericke und den uckermärkischen Superintendenten Carl Büchsel verteidigte sich Wislicenus in der Schrift Ob Schrift? Ob Geist? (1845). Im Sommer 1845 wurde Wislicenus – auf Betreiben des Königs Friedrich Wilhelm IV. und seines Kultusministers Eichhorn, aber gegen den Widerstand des Kirchenvorstandes und der Stadtverordnetenversammlung – zuerst suspendiert und später seines Amtes enthoben. Seinen Prozess schilderte er in der Schrift Die Amtsentsetzung des Pfarrers Gustav Adolph Wislicenus in Halle durch das Consistorium der Provinz Sachsen (Leipzig 1846).
Danach lebte er als Prediger der Freien evangelischen Gemeinde in Halle und begründete die Zeitschrift Kirchliche Reform. Aufgrund seines Engagements auch in politischen demokratischen Vereinigungen wurde er 1848 eingeladen, als einer der 574 Delegierten an der Konstitution des Vorparlaments in der Paulskirche in Frankfurt am Main teilzunehmen.
Wegen seiner Schrift Die Bibel im Lichte der Bildung unsrer Zeit (Leipzig 1853) wurde Wislicenus im September 1853 wegen Gotteslästerung zu einer zweijährigen Gefängnisstrafe verurteilt. Der Vollstreckung entzog er sich durch die Flucht in die Vereinigten Staaten von Amerika. Im Mai 1856 kehrte er nach Europa zurück und ließ sich zuerst in Hottingen, 1863 in Fluntern bei Zürich nieder, wo er sein Hauptwerk Die Bibel, für denkende Leser betrachtet veröffentlichte.
Wislicenus war ab 1834 mit der Pfarrerstochter Emilie Charlotte Giese verheiratet. Sein Sohn Johannes Wislicenus wurde in Leipzig Chemiker. Sein etwas jüngerer Bruder Adolf Timotheus Wislicenus wurde ebenfalls wegen seines Engagements bei den Lichtfreuden als Pfarrer abgesetzt.

## Werke
- Ob Schrift? Ob Geist? Verantwortung gegen meine Ankläger. Leipzig 1845.
- Die Neue Zeit. 2. Blatt. Die alten Landstände und der neue Landtag. Halberstadt 1848 (Flugschrift).
- Die Bibel im Lichte der Bildung unserer Zeit. Leipzig 1853.
- Die Bibel für denkende Leser betrachtet. Leipzig 1863/64.[3]
- Gegenwart und Zukunft der Religion. Zu der von Strauss angeregten Frage über „den alten und den neuen Glauben“. Leipzig 1873.[4]